# 教育を受ける権利
教育を受ける権利（きょういくをうけるけんり、英: right to education）とは、「教育を受けること」を要求できる力、人権のことである。

## 概要

### 国際法

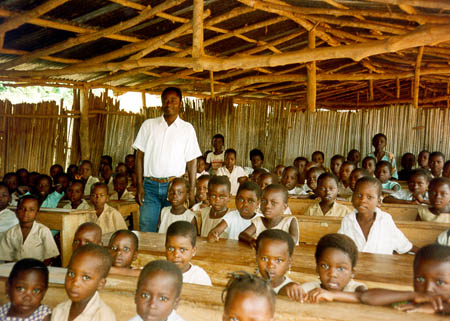
ベナンの小学校

教育を受ける権利は、世界人権宣言（1948年）26条に反映されている。

1. すべて人は、教育を受ける権利を有する。教育は、少なくとも初等の及び基礎的の段階においては、無償でなければならない。初等教育は、義務的でなければならない。技術教育及び職業教育は、一般に利用できるものでなければならず、また、高等教育は、能力に応じ、すべての者にひとしく開放されていなければならない。
2. 教育は、人格の完全な発展並びに人権及び基本的自由の尊重の強化を目的としなければならない。教育は、すべての国又は人種的若しくは宗教的集団の相互間の理解、寛容及び友好関係を増進し、かつ、平和の維持のため、国際連合の活動を促進するものでなければならない。
3. 親は、子に与える教育の種類を選択する優先的権利を有する。

—世界人権宣言26条
教育を受ける権利は、教育における差別を禁止する条約（1960年）、経済的、社会的及び文化的権利に関する国際規約（社会権規約）（1966年）、女子に対するあらゆる形態の差別の撤廃に関する条約（1981年）、児童の権利に関する条約（1989年）、障害者の権利に関する条約（2006年）において再確認されている。
アフリカでは、人及び人民の権利に関するアフリカ憲章（1981年）と子どもの権利と福祉に関するアフリカ憲章（1990年）の双方が教育を受ける権利を認めている。
欧州では、人権と基本的自由の保護のための条約（1952年3月20日）第1議定書の第2条において、教育を受ける権利は人権として認められており、教育を受ける権利を確立するものと理解されている。社会権規約によれば、教育を受ける権利には、全ての人に無償の初等教育を義務教育として受ける権利、特に、無償の中等教育を漸進的に導入することによって、全ての人が利用できる中等教育を発展させる義務、また、特に無償の高等教育を漸進的に導入することによって、高等教育への平等なアクセスを発展させる義務が含まれる。教育を受ける権利には、初等教育を修了していない個人に基礎教育を提供する責任も含まれる。このような教育へのアクセスに関する規定に加えて、教育を受ける権利には、教育制度のあらゆるレベルにおける差別の撤廃、最低基準の設定、質の向上の義務も含まれている。欧州人権裁判所は、ベルギー言語事件などでこの規範を適用している。欧州社会憲章10条は、職業教育を受ける権利を保障している。
かつて、国際法は、就学前教育を受ける権利の効果的な保障を提供していないと主張されていた。就学前教育について明確に言及している条約は、わずか2つしかない。「女子に対するあらゆる形態の差別の撤廃に関する条約」は、就学前における女子の平等を確保することを国家に対して求めている。また、全ての移住労働者及びその家族の権利の保護に関する国際条約では、「公立の就学前教育機関」へのアクセスが、両親や子どもの「滞在に関する不規則な状況」を理由に拒否されてはならないことに国家は同意している。あまり明確ではないが、「障害者の権利に関する条約」は、締約国は、あらゆるレベルにおいて、包括的な教育制度を確保することを求めている。
2019年、教育を受ける権利に関するアビジャン原則は、3年間の策定期間を経て、国際人権法の専門家からなる委員会によって採択された。国際連合人権理事会、欧州社会権委員会（European Committee of Social Rights）、アフリカ人権委員会、米州人権委員会など、いくつかの国際機関や地域機関によって権威ある解釈テキストとして認識されているこの原則の目的は、国家やその他のアクターに、民間・営利団体の教育への関与に関連する緊張や疑問に対処するための参照枠組みを提供することである。
2024年6月、国連人権理事会は、（a）教育を受ける権利には、幼児期の保育および教育が含まれることを明示的に認識すること、（b）教育を受ける権利を達成するために、国家は、（i）公立の就学前教育を少なくとも1年間受けられること、（ii）公立の中等教育を全ての人が無償で受けられることを明示することを目的とする、「児童の権利に関する条約」の選択議定書の草案を作成する可能性を探り、精緻化し、人権理事会に提出することを任務とする、作業部会の設置を承認した。

### 日本
教育を受ける権利は、国民が国に対して要求できる基本的人権の1つとされ、社会権に属している。日本においては、日本国憲法第26条第1項に「すべて国民は、法律の定めるところにより、その能力に応じて、ひとしく教育を受ける権利を有する。」という規定がある。
教育を受ける権利は、その性質上、学習者（教育を受ける立場になり得る者）に対して保障される。また、教育を受ける権利が設けられている目的は、学習権の保障であるとも考えられている。また、その権利履行を保障するのは、第1に保護者（親権を行う者、親権を行う者のないときは未成年後見人）である。
日本国憲法第26条第1項の規定の性質は、生存権（日本国憲法第25条）と同様に、プログラム規定説、抽象的権利説、具体的権利説があるが、最高裁判所の判例はまだない。

## 定義

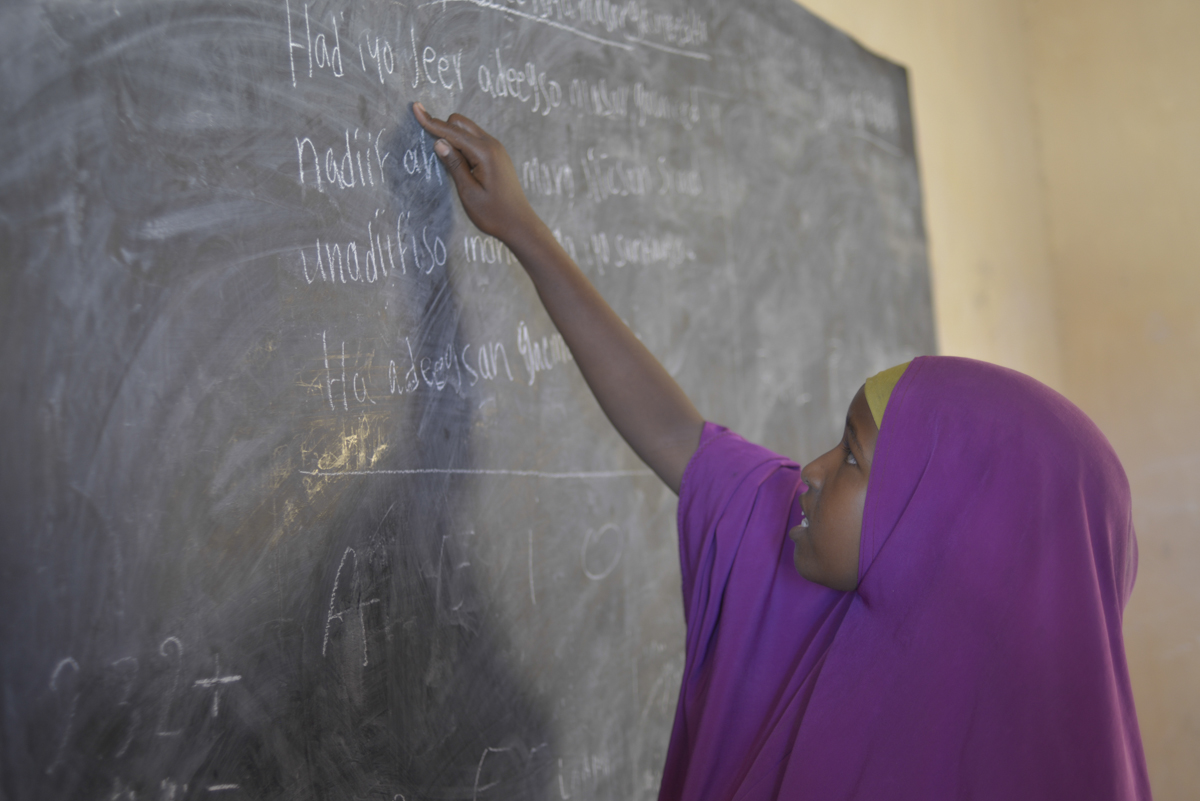
モガディシュの女子生徒

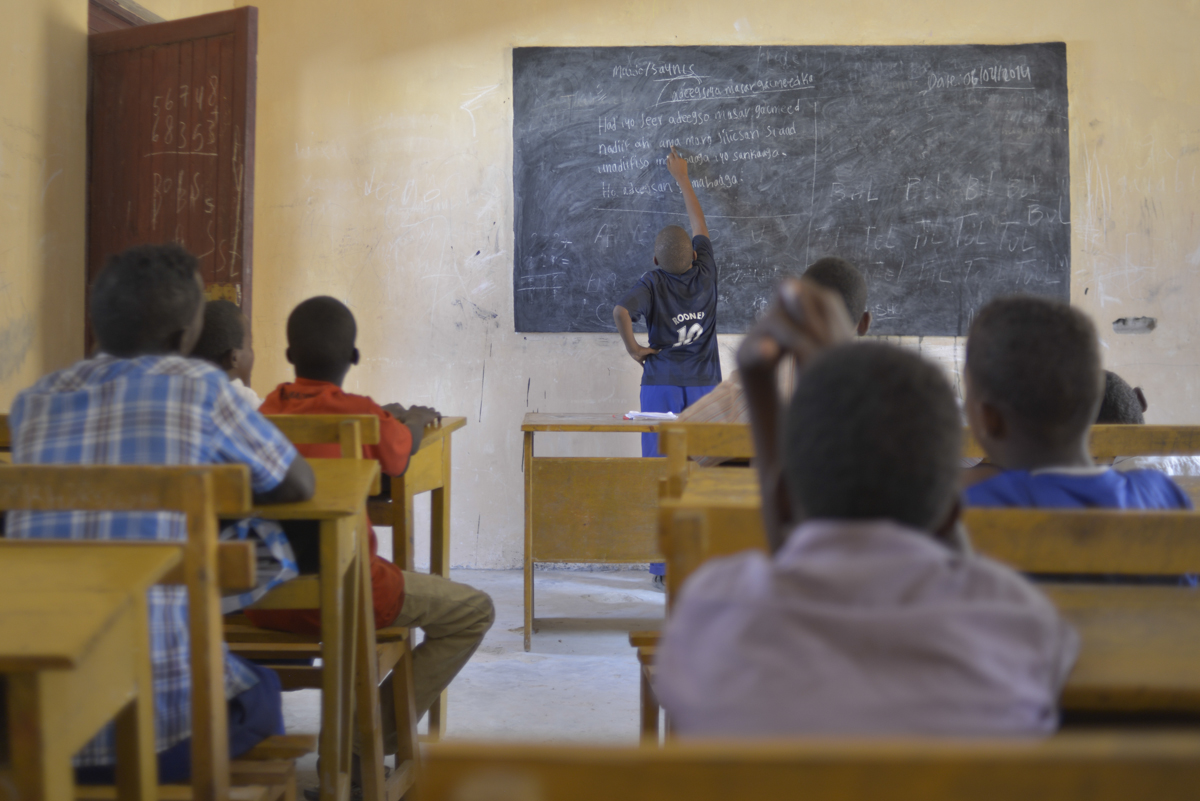
他の生徒を教えるモガディシュの生徒

狭義の教育とは、正式な機関によって指導を受けることを指す。国際的な文書では、一般的にこの狭義の意味で「教育」の語が用いられている。国際的な人権文書によって保障されている「教育を受ける権利」は、主に、狭義の教育を指している。UNESCOの「教育における差別を禁止する条約」（1960年）1条2項は、「教育」の定義を「すべての種類及び段階の教育をいい、かつ、教育を受ける機会、教育の水準及び質、並びに教育が与えられる条件を含む。」としている。
広義の教育とは、「人間の集団がその子孫に対して当該集団が存続することを可能とする知識及び技能並びに道徳規範の体系を伝達する全ての活動」を指す。UNESCOの「国際理解・国際協力および国際平和のための教育、ならびに人権および基本的自由についての教育に関する勧告」（1974年）1（a）は、「教育」の定義を「個人及び社会的集団が国内的及び国際的社会において及びこれらの社会のために各自の個人的な能力、態度、適性及び知識の全体を発達させることを意識的に学ぶ社会生活の全過程をいう。この過程は、特定の活動のみに限定されるものではない。」としている。
欧州人権裁判所は、狭義の教育を「特に知識の伝達及び知的発達のための……教授又は指示」と定義し、広義の教育を「いかなる社会においても成人がその信念、文化その他の価値を青少年に対して伝達しようと努める過程全体」と定義している。

## 評価

The 4As

教育を受ける権利を意味ある権利とするためには、教育の利用可能性（Availability）、アクセス可能性（Accessibility）、受容可能性（Acceptability）、適応可能性（Adaptability）を充足する必要がある主張する4Asの枠組みを用いて、教育を受ける権利の充実度を評価することができる。4Asの枠組みは、国連のカタリナ・トマチェフスキーによって開発されたが、必ずしもすべての国際人権文書で使用されている基準ではなく、したがって、教育を受ける権利が国内法の下でどのように扱われるかについての一般的な指針でもない。
4Asの枠組みは、第一義的な義務負担者である政府が、教育について、利用可能、アクセス可能、受容可能、適応可能にすることによって、教育を受ける権利を尊重し、保護し、履行しなければならないことを提案している。この枠組みは、教育プロセスにおける他の利害関係者にも義務を課している。すなわち、教育を受ける権利の特権的主体として義務教育要件を遵守する義務を負う子ども、「最初の教育者」としての両親、そして専門的教育者、すなわち教師である。
4Asの枠組みは、さらに次のように詳しく説明されている。
- 利用可能性 - 政府によって資金提供されており、教育が普遍的で、無料で、義務教育であること。適切なインフラと施設があり、生徒のために十分な書籍や教材が用意されていること。建物は、清潔な飲料水があるなど、安全面と衛生面の両方の基準を満たしていなければならないこと。積極的な採用、適切な訓練、適切な雇用維持方法によって、各学校に十分な資格のある職員が確保されるべきであること[25]。

- アクセス可能性 - 性別、人種、宗教、民族、社会経済的地位にかかわらず、全ての子どもが平等に学校サービスを利用できるようにすべきであること。難民の子ども、ホームレスの子ども、障害のある子どもなど、社会から疎外された集団の参加を確保する努力をすべきであること。貧困に陥っている子どもたちにも、教育へのアクセスを認めるべきであること。いかなる生徒に対しても、隔離や拒否をしてはならないこと。これには、子どもたちが初等・中等教育を受けることを妨げる児童労働や搾取に対して、適切な法律が整備されていることを保障することも含まれる。学校は、地域社会の子どもたちにとって妥当な距離内になければならず、そうでない場合には、特に、農村部に住む生徒には、通学路が安全で便利なものになるように交通手段を提供すべきであること。教育は、教科書、消耗品、制服が追加費用なしで生徒に提供されるなど、全ての人に手の届くものでなければならないこと[26]。

- 受容可能性 - 提供される教育の質は、差別がなく、全ての生徒に適切で、文化的に適切であるべきであること。生徒は、特定の宗教やイデオロギーに従うことを期待されるべきではないこと。教育方法は、客観的で偏りのないものであるべきであり、利用可能な教材は、幅広い考え方や信条を反映したものであるべきであること。体罰の廃止を含め、学校内においては、健康と安全が重視されるべきであること。職員と教師のプロフェッショナリズムは維持されるべきであること[27]。

- 適応可能性 - 教育プログラムは、社会の変化や地域社会のニーズに応じて柔軟に調整できるものでなければならないこと。宗教的または文化的な祝祭日の遵守は、障害のある生徒に十分なケアを提供することと同様に、生徒を受け入れるために、学校によって尊重されるべきであること[28]。

多くの国際NGOや慈善団体は、人権に基づく開発アプローチ（RBA）を用いて、教育を受ける権利の実現に取り組んでいる。

## 歴史的発展
18世紀から19世紀にかけての啓蒙主義以前の欧州では、教育は、親と教会の責任であった。フランス革命とアメリカ合衆国の独立によって、教育は、公的な機能として確立された。教育分野において国家がより積極的な役割を担うことによって、全ての人が教育を受けることができるようになり、アクセスしやすくなると考えられたのである。教育は、これまで主に上流階級が享受できるものであり、公教育は、両革命の根底にある平等主義の理想を実現する手段であると認識されていた。
しかしながら、19世紀の自由主義的な人権概念は、子どもに対して教育を与える第一義的な義務を有するのは親であると想定していた。それゆえ、アメリカの独立宣言（1776年）もフランスの人間と市民の権利の宣言（人権宣言、1789年）も、教育を受ける権利を保障するものではなかった。親が就学義務を遵守することを保障するのは国家の義務であり、多くの州で就学を義務付ける法律が制定された。さらに、児童労働法が制定され、子どもの就学を保障するために、1日の就労時間を制限するようになった。州は、カリキュラムの法的規制にも関与するようになり、最低限の教育基準を定めた。
ジョン・スチュアート・ミルは、『自由論』の中で、「国家によって設立され管理される教育は、それが存在するとすれば、他を一定の水準に維持するための模範と刺激を目的として実施される、多くの競合する実験のうちの1つとしてのみ存在すべきである」と主張している。19世紀の自由主義思想家は、教育分野に対して国家が過度に関与することの危険性を指摘したが、教会の支配を弱め、親に対する子どもの教育を受ける権利を守るために、国家の介入に頼った。19世紀後半には、国内の権利章典に教育を受ける権利が盛り込まれるようになった。
1849年に制定されたフランクフルト憲法は、その後の欧州の憲法に強い影響を与え、権利章典の152条から158条までを教育に関する規定とした。フランクフルト憲法は、教育について、教会から独立した国家の機能として認めた。当時としては驚くべきことに、フランクフルト憲法は、貧困層に対する無償教育の権利を宣言したが、国家が教育機関を設立することを明確に義務づけるものではなかった。その代わり、フランクフルト憲法は、市民が学校を設立・運営し、家庭教育を行う権利を保障した。フランクフルト憲法は、科学と教育の自由を規定し、誰もが職業を選び、そのために訓練する権利を保障した。
19世紀には社会主義理論も発展し、国家の主要な任務は、政府の介入と規制を通じて共同体の経済的・社会的幸福を確保することであるとした。社会主義理論においては、個人は、国家に対して基本的な福祉サービスを受ける権利を主張し、教育は、こうした福祉的権利のひとつであると考えられていた。これは、非国家主体を教育の主要な提供者とみなす当時の自由主義理論とは対照的であった。その後、社会主義の理想は、ソビエト憲法（1936年）において謳われ、教育を受ける権利とそれに対応する国家による教育提供の義務を認めた。ソビエト憲法は、あらゆるレベルでの無償の義務教育、国の奨学金制度、国営企業における職業訓練を保障した。その後、教育への権利は社会主義国家の憲法で強く取り上げられるようになった。教育を受ける権利は、政治的目標として、フランクリン・ルーズベルトの第二の権利章典に関する演説（1944年）において宣言された。
国際法は、第一次世界大戦後に、初めて、教育に対する権利を規定するようになった。

## 教育の役割

教育の多様な便益

あらゆる形態の教育（インフォーマル、ノンフォーマル、フォーマル）は、個人の尊厳を確保するために極めて重要である。国際人権法（IHRL）が定める教育の目的は、すべて個人の権利と尊厳の実現に向けられている。これには、人間の尊厳と人格の完全かつ全人的な発達を確保すること、身体的および認知的な発達を促進すること、知識、技能、才能の習得を可能にすること、個人の潜在能力を最大限に発揮させることに寄与すること、自尊心を高め自信を持たせること、人権の尊重を奨励することなどが含まれる。これらは、社会化および他者との有意義な交流を可能にすること、自分を取り巻く世界を形成することを可能にすることによって地域社会生活への参加を可能にすること、社会の中で充実した満足のいく生活を送ることに貢献すること、その他の人権の享受を高めて可能にすることに繋がる。
教育は、国家や社会を変革するものでもある。社会集団、特に、先住民族や少数民族が何世代にもわたって維持され、言語、文化、アイデンティティ、価値観、慣習を継承するための最も重要なメカニズムのひとつとして、また、国家が経済的、社会的、政治的、文化的利益を確保するための重要な手段のひとつとなっている。
社会や国家における教育の主な役割は、以下のとおりである。
- 文化、価値観、アイデンティティ、言語、習慣を世代を超えて継承すること
- 持続可能な経済成長を促進すること
- 民主的で平和な社会を育成すること
- 意思決定過程への参加と包摂を奨励すること
- 豊かな文化的生活を奨励すること
- 国民的アイデンティティを確立すること
- 社会正義を推進すること
- 根強く定着した課題を克服すること
- 環境の尊重を含む持続可能な開発を奨励すること

## 実践

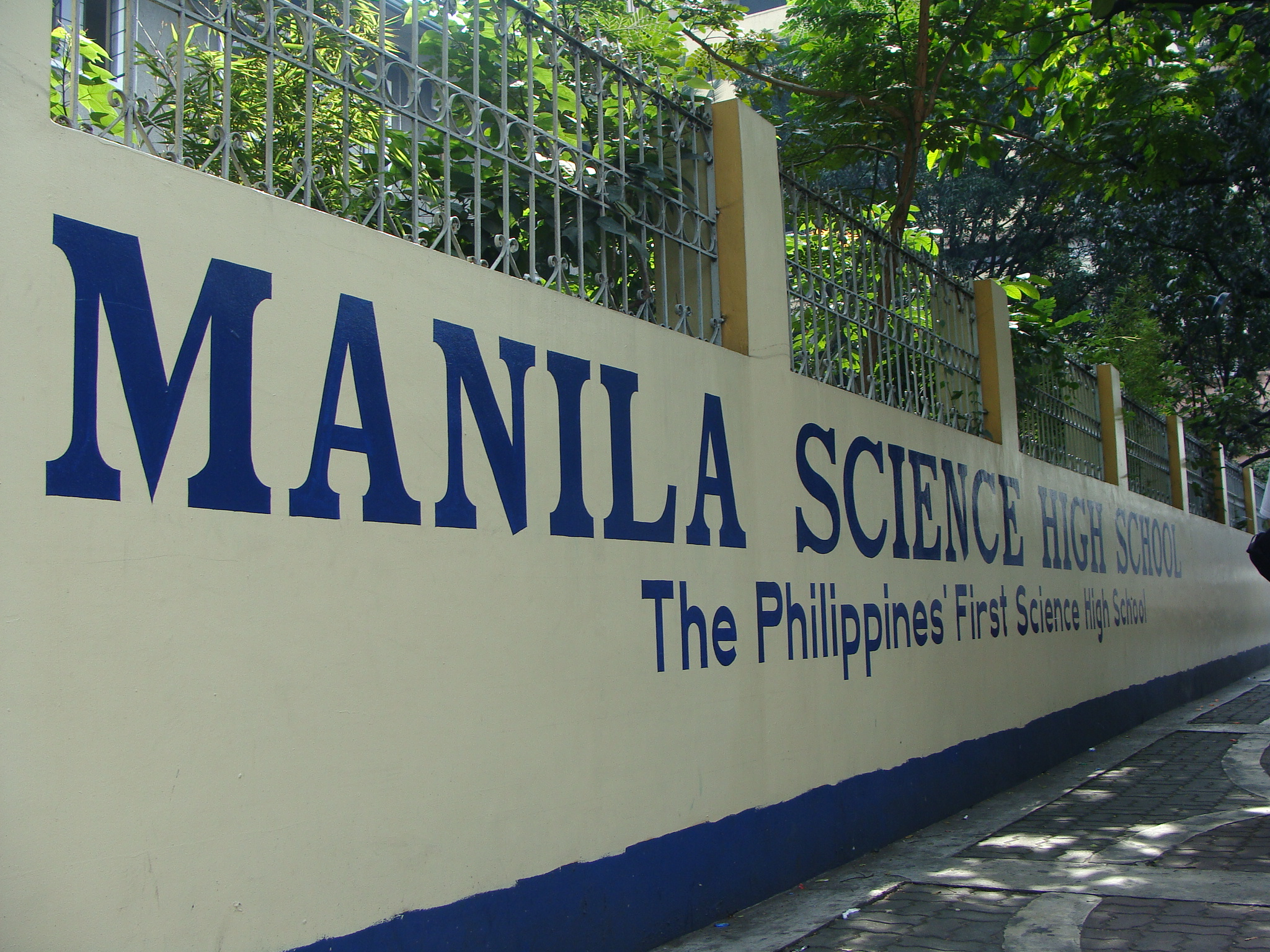
マニラ科学高校

国際法は、就学前教育を受ける権利を保障しておらず、国際文書は、一般的に就学前教育への言及を省略している。世界人権宣言は、全ての人が教育を受ける権利を有すると述べており、したがって、教育を受ける権利は、全ての個人に対して適用されるが、子どもは、主な受益者であると考えられている。
教育を受ける権利は、3つのレベルに分けられる。
- 初等教育 - 国籍、性別、出生地、その他の差別の有無にかかわらず、全ての子どもに義務的かつ無償で与えられる。社会権規約に批准した場合、国家は、2年以内に、初等教育を無償で提供しなければならない。
- 中等教育（世界人権宣言では初等・技術・専門教育）- 一般的に利用可能で、アクセスしやすいものでなければならない。
- 大学 - 教育は、能力に応じて提供されなければならない。すなわち、必要な教育水準を満たせば、誰でも大学に進学できるようにすべきである。

中等教育および高等教育は、「あらゆる適当な手段によって、特に、無償教育の漸進的導入によって」、利用しやすくされなければならないとされている。

### 義務教育
教育を受ける権利の国家レベルでの実現は、世界人権宣言と社会権規約の双方に規定されているように、義務教育、より具体的には、無償の義務初等教育を通じて達成されるかもしれない。

## 子どもの権利

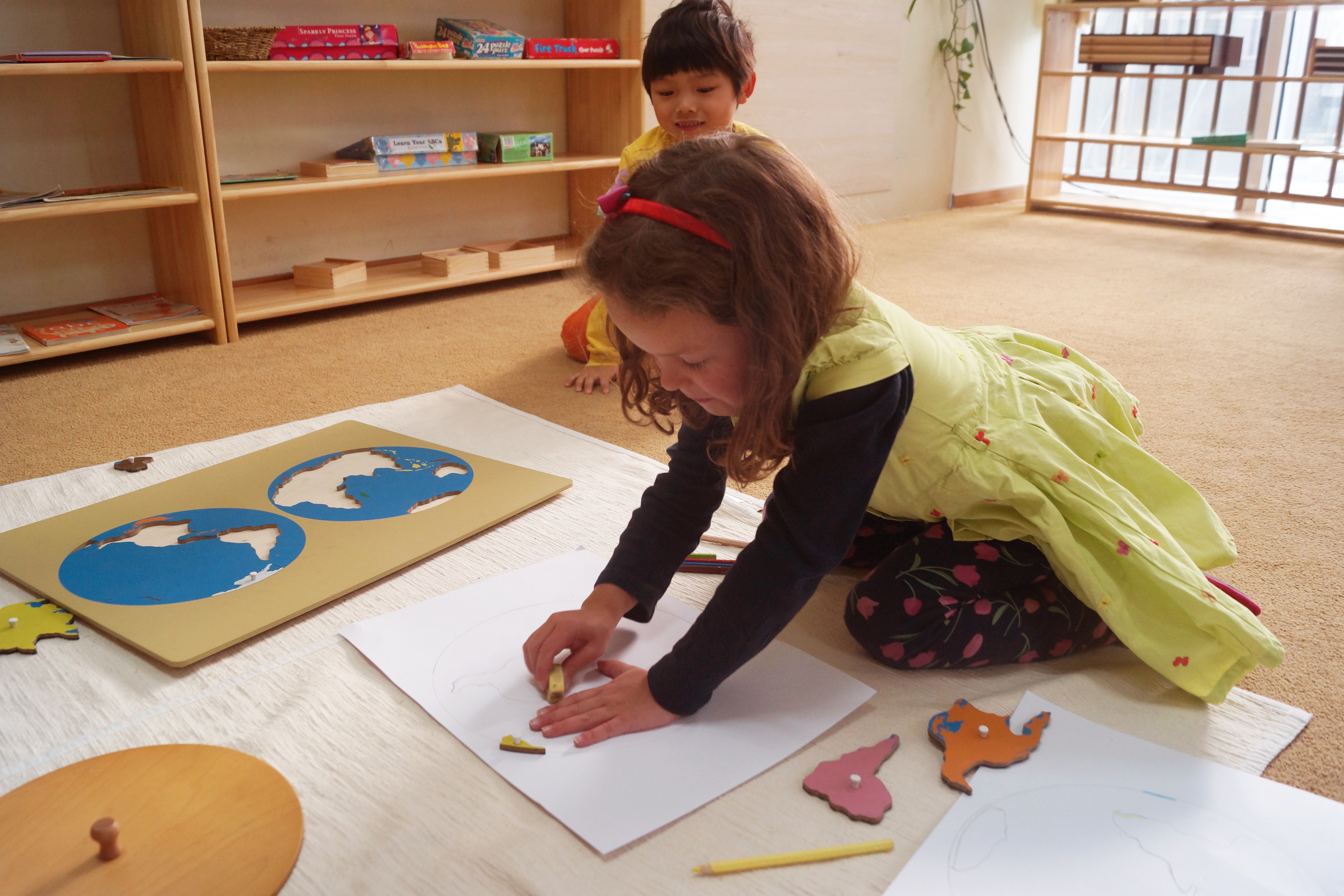
QAISのモンテッソーリ幼児教育における地理の学習

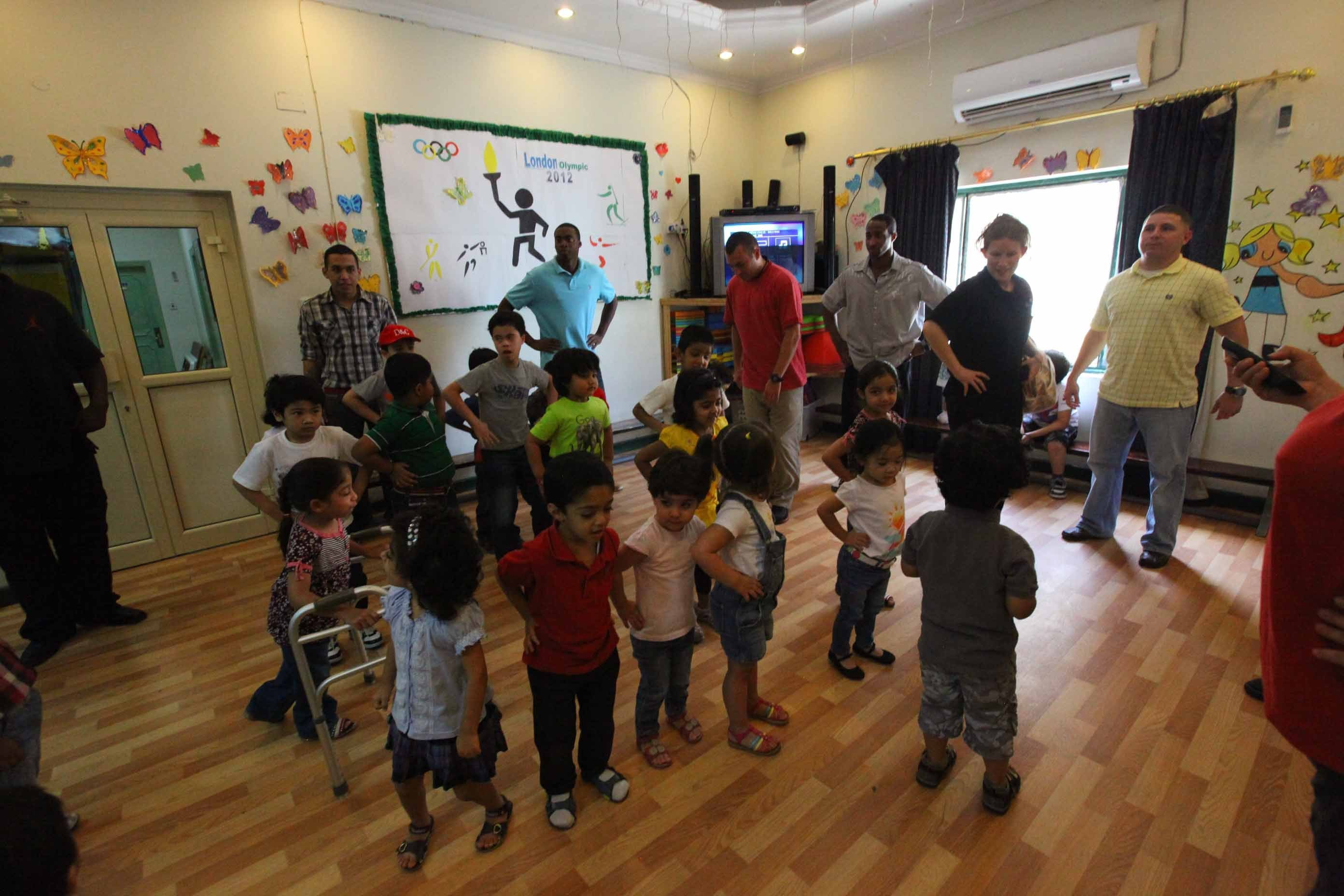
バーレーンのアクティブ・ラーニング研究所での米兵と小学生たち

幼児期からの全ての子どもの権利は、世界人権宣言（1948年）に由来している。世界人権宣言1条は、「すべての人間は、生れながらにして自由であり、かつ、尊厳と権利とについて平等である。」と規定している。世界人権宣言によれば、人権は、出生時に始まり、子どもである期間は、特別の保護及び援助を受ける期間であるとされる（25条2項）。児童の権利に関する宣言（1959年）前文は、「人類は、児童に対し、最善のものを与える義務を負う」と規定している。社会権規約は、この思想をさらに発展させて、「締約国は、教育が人格の完成及び人格の尊厳についての意識の十分な発達を指向し並びに人権及び基本的自由の尊重を強化すべきことに同意する。」と規定している。
1990年にタイのジョムティエンにおいて採択された「教育をすべての者に」（EFA）宣言5条は、「教育は、出生に始まる。……教育は、幼児期のケアと初期教育とを必要とする。」と規定している。10年後、ダカールで採択された行動枠組みでは、6つの目標が設定され、第1の目標は、「特に最も脆弱で不利な立場にある子どもを対照とした幼児期のケアと教育の拡大と改善であった。また、国際労働機関（ILO）は、就業が認められるための最低年齢に関する条約（1973年）及び最悪の形態の児童労働の禁止及び撤廃のための即時の行動に関する条約（1999年）において、あらゆる年齢の児童を搾取し、又は健康、教育、若しくは幸福を脅かす行為から保護することの重要性を強調している。国連は、総会において全会一致で採択された「児童の権利に関する宣言」によって、このような取組に貢献している。

## 教育の民営化による影響
教育の民営化（私事化）は、公的機関による監視や規制が不十分であること（免許のない学校による教育、訓練を受けていない教員の雇用、教育の質が保障されていないこと）から生じる悪影響をもたらす可能性があるため、社会の結束と連帯に対して潜在的なリスクを伴う。特に懸念されるのは、社会から阻害された集団が、教育の民営化によるメリットの大部分を享受することができず、デメリットによるアンバランスな負担を負う点である。さらに、民間業者による無制限な料金の徴収は、教育に対する普遍的なアクセスを毀損する可能性がある。より一般的には、質の高い教育を受ける権利を享受し、教育の機会均等を実現する上で、マイナスを影響を及ぼす可能性がある。しかしながら、一部の社会集団にとっては、学習機会の増加、保護者の選択の拡大、カリキュラムの幅の拡大という形で、教育の民営化がプラスの影響を与える可能性がある。
教育の民営化の具体的な側面のひとつである「影の教育」（shadow education）と呼ばれる個人指導は、世界的に拡大している。多くの場合、個人指導は、学校制度が機能していないことの現れであり、学習者とその教師にとって、長短両面の効果をもたらす可能性がある。一方では、学習進度の遅い学習者にとっては、そのニーズに合わせて教育を受けることが可能であり、教師にとっては、学校の給料を補うことができるという長所がある。他方では、家庭教師の費用が、特に貧困層において、家計に占める割合を増大させるため、学習機会に不平等が生じる可能性があるという短所がある。また、一部の教師が家庭教師に力を入れるがあまり、通常の業務を疎かにすることとなり、学校での授業や学習の質に悪影響を及ぼす可能性がある。「影の教育」が増加していること、個人や家族が負担する教育資金の源泉、教師の不正行為や汚職の可能性に関する懸念から、一部の国の教育行政は、「影の教育」という現象を規制しようとしている。

## 社会的不平等

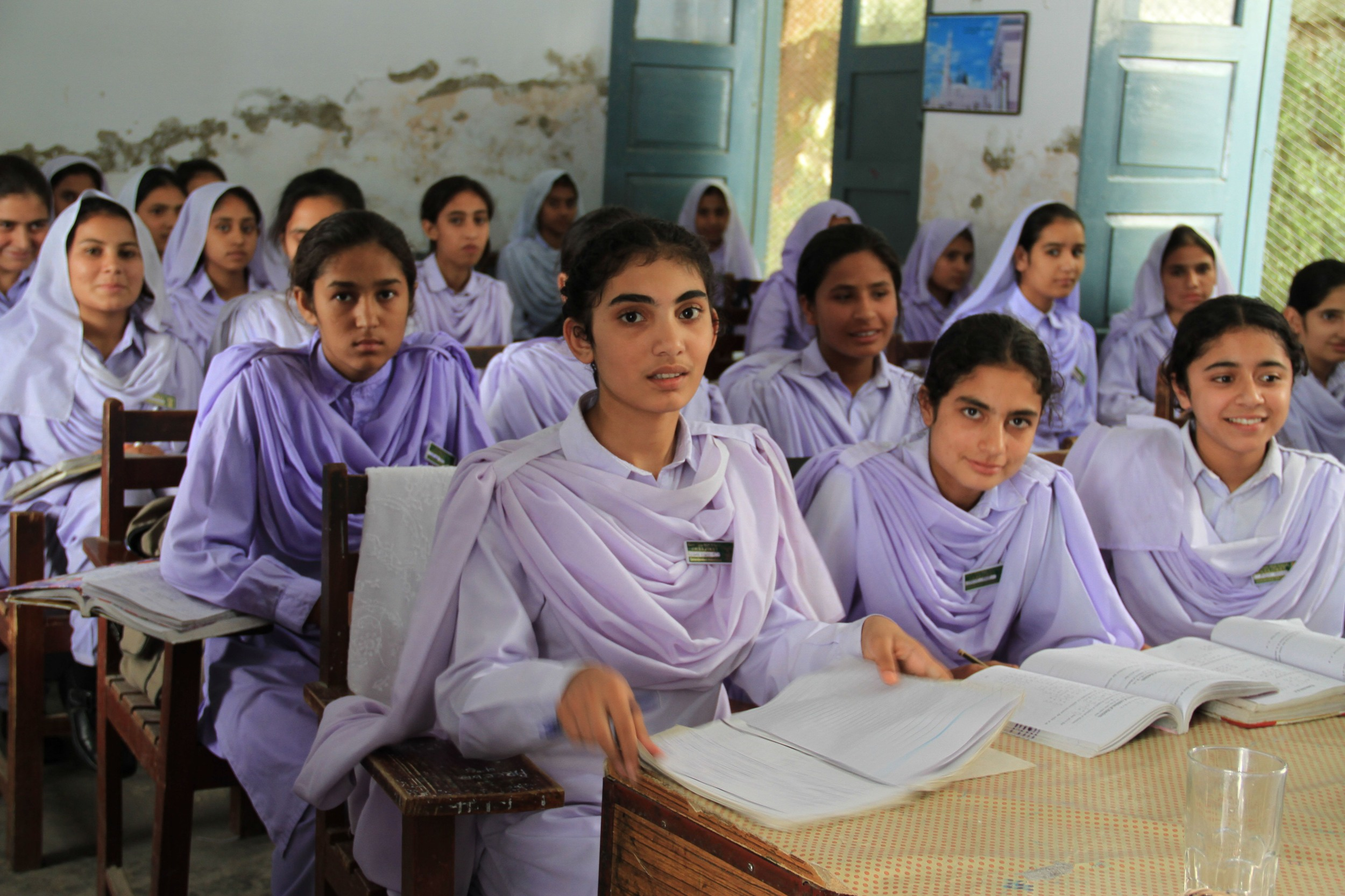
パキスタンのカイバル・パクトゥンクワ州の学校の女子生徒（2015年）

2019年の時点において、世界中で2億6000万人（推定）の子どもが、学校教育を受けることができなかったとされている。

### 女性教育

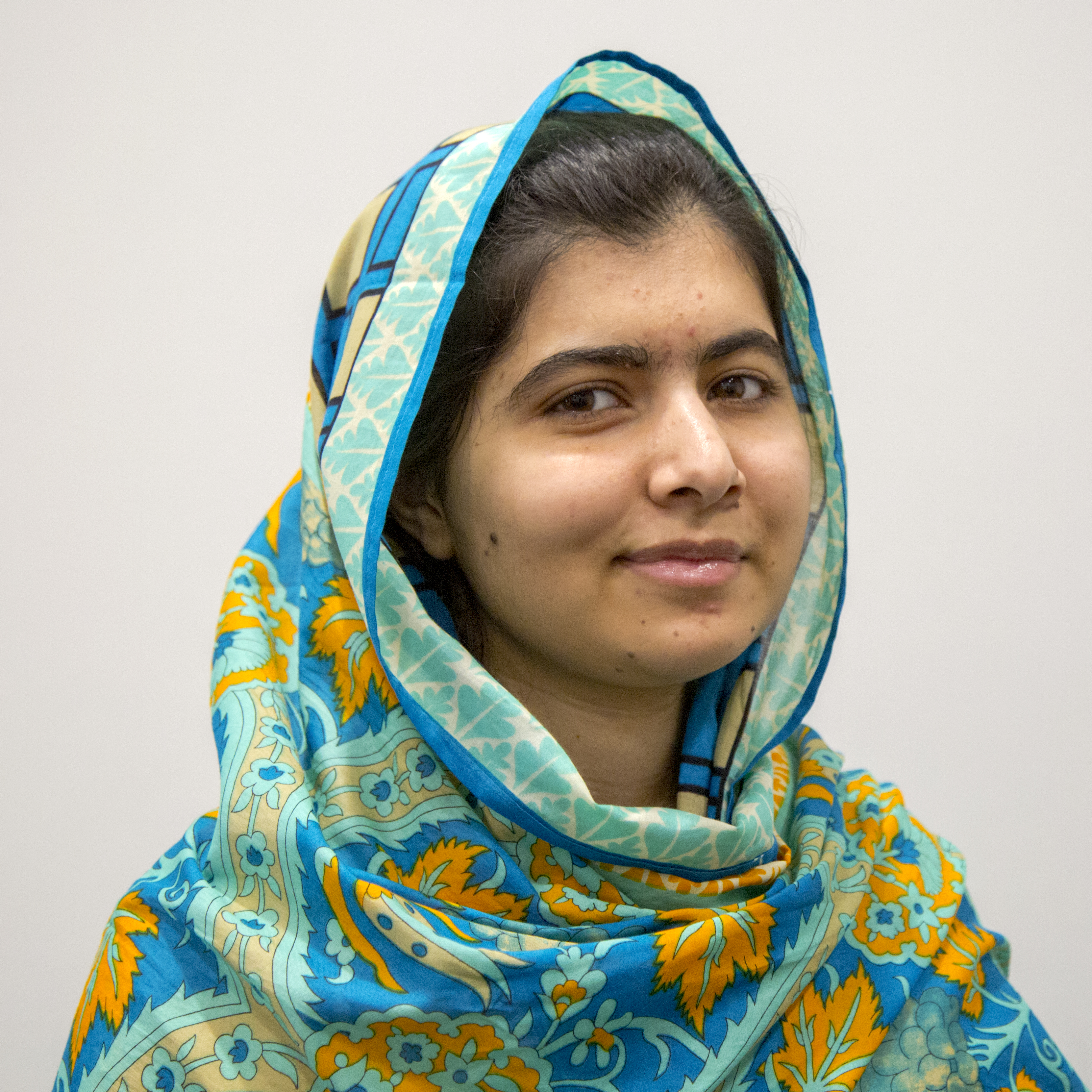
マララ・ユスフザイ

21世紀の時点でも、ジェンダーの不平等は、教育に対する普遍的なアクセスを妨げる障害となっている。女性の性別役割に対する保守的な態度は、女性や少女が教育を受ける権利を完全に享受することを妨げている。
世界には7億5000万人の非識字者が存在しているが、そのうちの3分の2は女性であると推定されている。これは、ジェンダーの不平等や女性嫌悪に基づく暴力、また結婚や妊娠が原因であり、しばしば、貧困や地理的な孤立と関連している。21世紀の最初の10年間において、パキスタンのマララ・ユスフザイ（ノーベル平和賞受賞者）の活動により、女性の教育を受ける権利を擁護する運動が世界的な運動となった。

### COVID-19

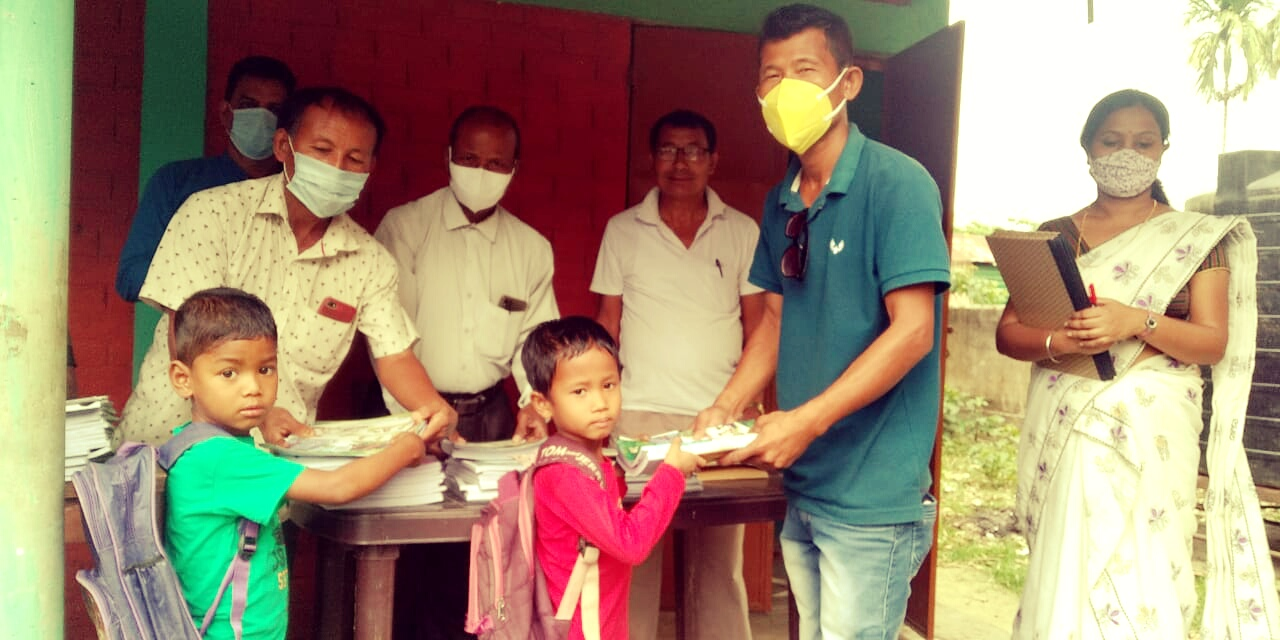
アッサム州の学校での教科書の無償配布

COVID-19のパンデミックは、世界の学生の90％以上に影響を与え、教育へのアクセスにおける社会的不平等の増大の原因となった。パンデミック直後の世界的な不況は、教育資金に深刻な影響を及ぼし、教育を受ける権利の平等性に対して長期的な影響をもたらした 。世界的に見ると、パンデミックの期間中、ジェンダー、社会階級、民族の指標は、教育や保健などの基本的権利へのアクセスにおける脆弱性の要因となって現れた 。
Eラーニングの存在にもかかわらず、教育へのアクセスを民主化するという歴史的な目標は、その質に依存しており、教育を受ける権利の達成には困難が伴う可能性がある。文化的資本、家族の支援、物質的条件（高品質の電子機器やインターネットへのアクセスを含む）を欠く学生は、この教育形態によって教育へのアクセスが妨げられてきた。COVID-19のパンデミック下において、教室での授業を再開することは、健康に対する権利と教育を受ける権利の間の対立を生み出した。パンデミックが完全に収束していない段階で学校に戻ったことによって、生徒たちは、SARS-CoV-2に晒されることとなった。また、パンデミックによってもたらされたもう一つの側面としては、健康に対する権利とも関連するものとして、生徒たちの精神衛生に対する被害がある。